# Mauritskade 56 (Amsterdam)
Mauritskade 56 is een gebouw met een adres aan de Mauritskade in Amsterdam-Oost maar ligt in wezen aan het Oosterpark.
Al in 1928 waren er plannen voor een tweede openluchtschool voor het zieke kind. Al eerder was een dergelijke school gebouwd in de Frederiksstraat; het gebouw grensde aan het Vondelpark. De gemeente Amsterdam zocht een geschikt terrein en kwam uiteindelijk uit bij het Oosterpark. Om er te kunnen bouwen moest een speeltuin verplaatst worden. Hier werd rond 1930 gebouwd aan de Tweede Openluchtschool voor het zieke kind. De Dienst der Publieke Werken met Pieter Lucas Marnette zorgde voor het ontwerp. Zij kwamen met een langgerekt schoolgebouw in de stijl van de Amsterdamse School, maar dan in verstrakte vorm (geen ronde gevelelementen) enigszins vermengd met een landelijk uiterlijk (lage muren, hoge kap). Opening vond plaats in april 1931. Op de bouwstijl was kritiek, aan de Cliostraat was namelijk de Eerste Openluchtschool voor het Gezonde Kind neergezet in een veel moderner uiterlijk, maar die was dan ook ontworpen door Jan Duiker. De zieke leerlingen, vaak met luchtwegaandoeningen werden van de "normale" lagere school hiernaartoe verplaatst, kregen vaak les in de frisse lucht (er was een binnen- en buitenklas), moesten overdag een uurtje buiten rusten en kregen soms een behandeling met de hoogtezon. Door de zes leslokalen op het zuid(oosten) te plaatsen kreeg men ook gezond licht binnen. Het schoolgebouw zou 230.000 gulden hebben gekost. Als na een schooljaar het kind weer gezond was keerde het terug naar de gewone lagere school. Nadat de school (die verschillende namen kende) hier in 2003 vertrok, diende het gebouw enige tijd tot kantoor. In de 21e eeuw dient het gebouw (deels) tot kinderdagverblijf en sluit de speelplaats Oosterpark met Speelslinger Oosterpark aan op het voorliggende terras.
In maart 2001 is het gebouwd tot gemeentelijk monument verklaard.
Een van de leerlingen die hier een jaar les had was Rob de Nijs.

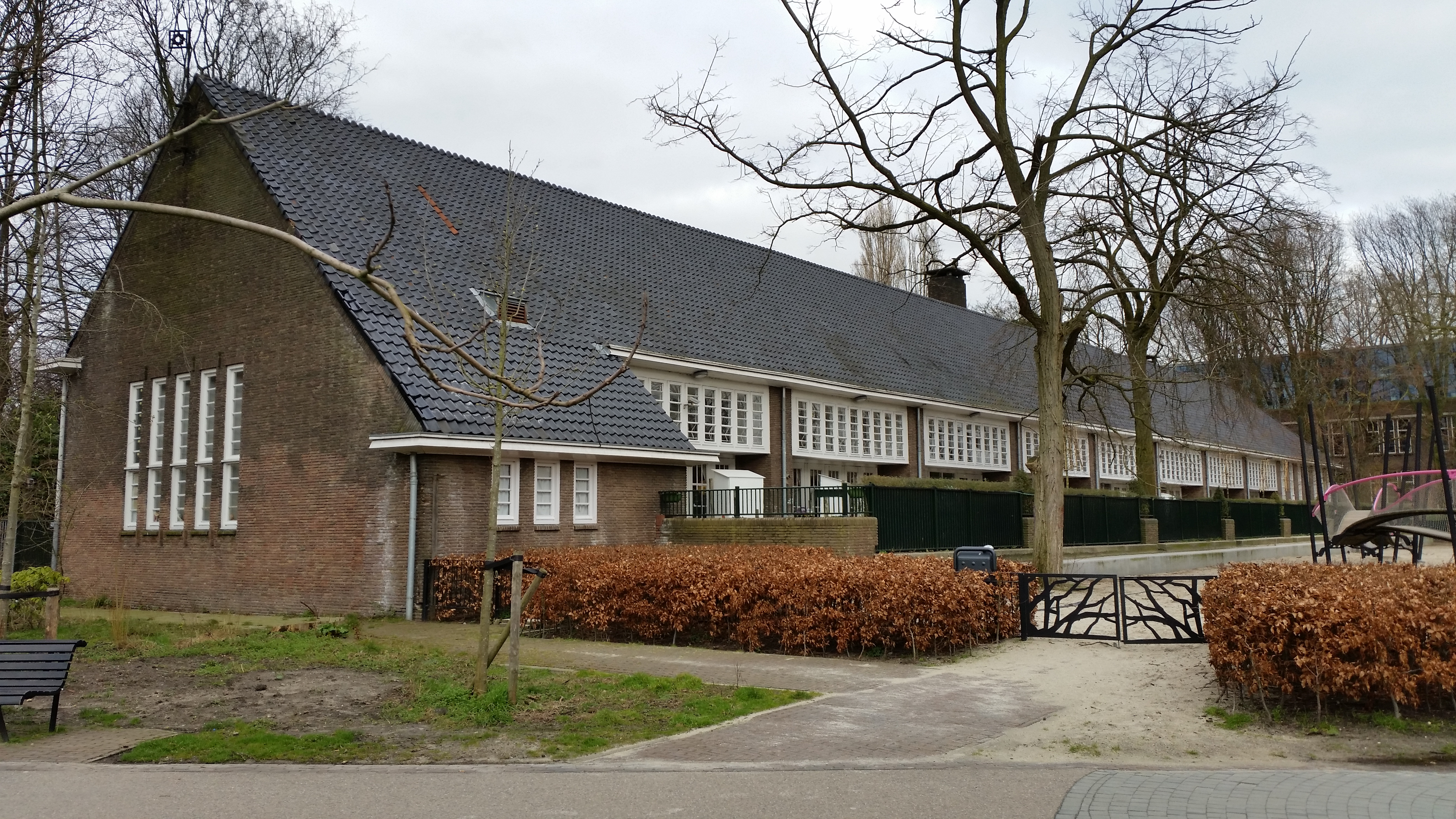
Mauritskade 56 van een ander punt (februari 2020)

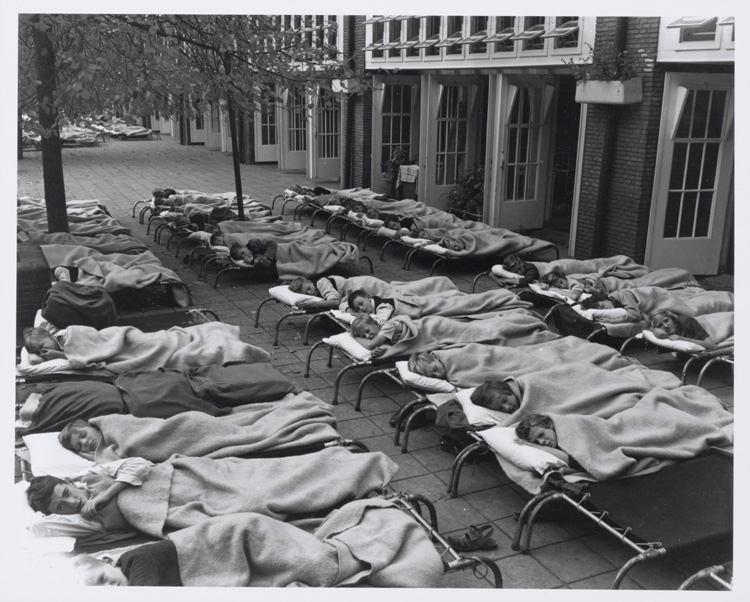
Zieke kinderen in open lucht (april 1950)